# Marktkirchhof 5 (Quedlinburg)

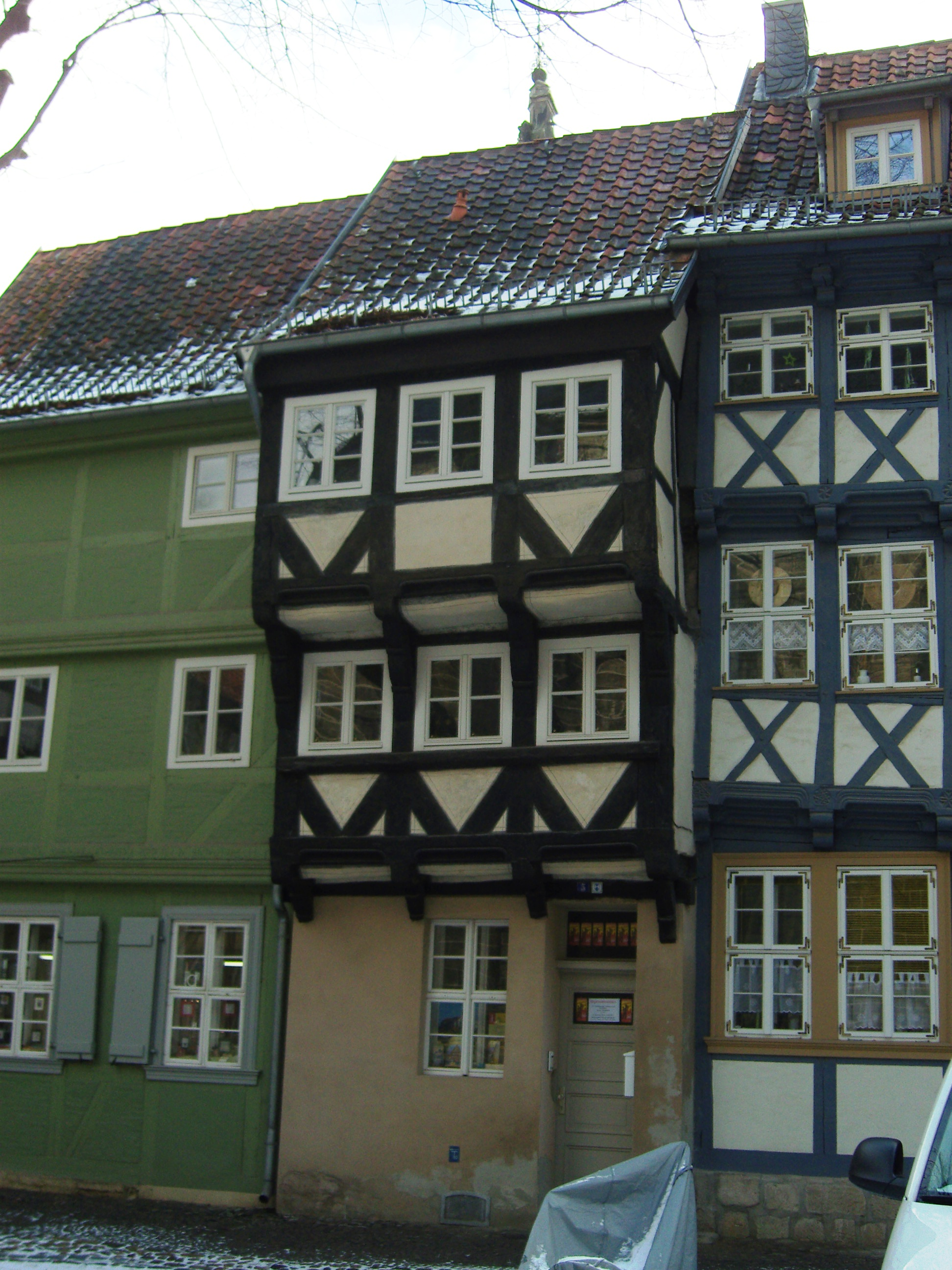
Marktkirchhof 5

Das Haus Marktkirchhof 5 ist ein denkmalgeschütztes Gebäude in der Stadt Quedlinburg in Sachsen-Anhalt.

## Lage
Es befindet sich in der historischen Quedlinburger Altstadt nördlich des Marktplatzes der Stadt. Das im Quedlinburger Denkmalverzeichnis als Wohnhaus eingetragene Gebäude befindet sich auf der Südseite des Marktkirchhofs. Seine Rückseite zeigt zur Straße Hoken. Neben dem Haus verläuft ein kleiner Durchgang.

## Architektur und Geschichte
Das Fachwerkhaus entstand um 1525, andere Angaben nennen die Zeit um 1540 bzw. um 1560, und gehört zum UNESCO-Weltkulturerbe. Bemerkenswert am Erscheinungsbild des Hauses ist eine gestaffelte, stark vorkragende Erkerkonstruktion. Das im Stil der Renaissance errichtete Gebäude verfügt als weiteren Zierrat über Schiffskehlen, mit Schnitzereien verzierte Knaggen und Fußbänder. Die Deckenbalken sind mit Birnstabprofilen versehen. Der Bau erfolgte in einer Mischbauweise aus Stockwerksbau und Geschossbauweise. Diese Bauform findet sich in Quedlinburg sonst nur noch in den Häusern Neustädter Kirchhof 7 und Konvent 20, sowie ehemals im nicht erhaltenen Gebäude Schmale Straße 53. In der Mitte des 18. Jahrhunderts erfolgte ein zurückhaltender Umbau des Hauses. Die Ständerkonstruktion der Geschossbauweise mit Zapfenschlössern in den vier Gebinden des zweiten Obergeschosses, war auf der Südseite bis in die Zeit um 1900 erhalten geblieben, wurde dann jedoch abgerissen.
Östlich schließt ein jüngeres, um 1730 entstandenes barockes Fachwerkhaus an, dessen Giebel zur Straße zeigt.
Während die Schauseite des Hauses nach Norden zum Marktkirchhof ausgerichtet ist, präsentiert sich die Rückseite zur Straße Hoken mit einer sehr lebhaften, kleinteiligen Gestaltung des Baukörpers.